# فالتر كوستا
فالتر كوستا (25 نوفمبر 1949 في البرتغال - ) هو لاعب كرة قدم برتغالي في مركز الوسط. شارك مع منتخب البرتغال لكرة القدم. أما مع النوادي، فقد لعب مع إستريلا دا أمادورا وسبورتينغ لشبونة ونادي ماريتيمو ونادي بايرنسيه وأمورا ‏ ونادي بورتيمونينسي.

## وصلات خارجية
- فالتر كوستا على موقع قاعدة بيانات كرة القدم.إي يو (الإنجليزية)
- فالتر كوستا على موقع ناشيونال فوتبول تيمز (الإنجليزية)
- فالتر كوستا على موقع عالم كرة القدم.نت (الإنجليزية)